# Oceanlab
Oceanlab (stiliserat OceanLab, även kända som Above & Beyond presents OceanLab) är en brittisk trancegrupp bestående av sångerskan Justine Suissa samt de tre medlemmarna från Above & Beyond: Jono Grant, Paavo Siljamäki och Tony McGuinness. Gruppen bildades i London år 2000 och gav ut sitt första album, Sirens of the Sea, i juli 2008 på skivbolaget Anjunabeats.

## Diskografi
Album
- 2008 - Sirens of the Sea
- 2009 - Sirens of the Sea Remixed

Singlar
- 2001 - Clear Blue Water
- 2002 - Sky Falls Down
- 2003 - Beautiful Together
- 2004 - Satellite
- 2008 - Sirens of the Sea
- 2008 - Miracle
- 2008 - Breaking Ties
- 2008 - Come Home
- 2009 - On A Good Day
- 2009 - Lonely Girl
- 2010 - On A Good Day (Metropolis)
- 2015 - Another Chance (Above & Beyond Club Mix)